# Sundatrigona lieftincki
Sundatrigona lieftincki là một loài Hymenoptera trong họ Apidae. Loài này được Sakagami & Inoue mô tả khoa học năm 1987.